# ヤクシマシャクナゲ
ヤクシマシャクナゲ（屋久島石楠花、学名: Rhododendron yakushimanum または Rhododendron yakushimanum var. yakushimanum）は、屋久島の高地に自生するツツジ科ツツジ属シャクナゲ亜属の常緑低木。屋久島の固有種あるいは固有変種である。屋久島町の花に選定されている。

## 特徴
屋久島山岳では5月下旬から6月上旬頃に開花し、花冠は直径約4センチメートル (cm) 、3分の1ほど5裂した鐘型で雄蕊は10本、一般的に蕾のうちは濃いピンク色であるが開花するにつれ退色して淡紅色から白へと変化する。しかし稀に蕾の内から白いものや、開花しても薄オレンジがかったピンクを呈する株もある。
標高1600 - 1700メートル (m) から奥岳山頂周辺のヤクシマダケ（Pseudsasa owatarii、ヤクザサ）自生地にアセビ等と共に点在する風衝低木林の株は葉が矮小化し、長さ7 - 14センチメートル (cm) 、幅2 - 3 cm。長楕円形の葉の裏側はビロード状の綿毛が密生し、樹高は約0.5 - 1.5 m程度で成長も極めて遅い。発芽後の展開時は葉は表裏共白色から褐色の綿毛に覆われるが、やがて表面の毛は抜け落ち照りのある濃緑色の葉となる。
風衝帯より標高の低い樹林帯に自生するものは樹高が約2 - 3 mとやや大きく成長し、葉も大きく毛が少ないものはオオヤクシマシャクナゲ（ウスゲヤクシマシャクナゲ）として区別される。
組織の凍結に対する耐性である耐凍度は標高1000 m附近に自生するもの（オオヤクシマシャクナゲ）は葉が -20℃、芽や靭皮組織は -25℃、太忠岳山頂（1497 m）附近に自生するものは耐寒性が強く、葉・芽・靭皮組織とも -70℃である。
|                                                   |                                                   |                     |                               |                                                   |
| 蕾。5月下旬。宮之浦岳登山道沿い高倉氏遭難碑附近。 | 開花するにつれ白色に変化する花。5月下旬。投石平。 | 実。8月下旬。焼野。 | 実をつける株。8月下旬。焼野。 | オオヤクシマシャクナゲ。5月下旬。新高塚小屋附近。 |

## 分布
高山性で、鹿児島県屋久島の標高1000 - 1500メートル (m) 前後から、奥岳（宮之浦岳(1936 m)・永田岳(1886 m)・黒味岳(1831 m)など）山頂付近までの高地に分布し、その範囲は数千ヘクタールに及ぶ。屋久島のもう少し低い樹林帯には変種のオオヤクシマシャクナゲが生育する。
ヤクスギランドを経て淀川登山口に通じる安房林道沿いでは紀元杉(標高1240 m)附近から出現し、紀元杉にも着生している。荒川登山口から縄文杉を経る登山道沿いでは高塚小屋(標高1330 m)附近から出現する。

## 品種
西日本という分布地域的にはツクシシャクナゲに近いため、その変種または亜種とする考えもあるが、5裂する花はアズマシャクナゲの特徴に共通し、寒期に広く分布した5裂の種が屋久島に残存したと考えてアズマシャクナゲの変種とする見解もある。
1934年、イギリスのシャクナゲ園エクスバリー庭苑に移植され、人気を呼んだため、西洋シャクナゲの矮小性品種の母種として多くの交雑品種が育成されている。

## 栽培
成長が遅く、花を咲かせるまでに5-10年程度を要するため接ぎ木が行われることも多いが、種から育てる実生の栽培もある。分枝性が良く、横這い性で自然に盆栽風になる。湿ったミズゴケの培地に種を撒き、発芽した本葉が2, 3枚になった頃新しいミズゴケに植え替える。
シャクナゲはpH5.0 - 5.5程度の弱酸性土壌を好むため、越年した幼苗はボラ土、又は赤玉土にピートモスを混ぜた土壌等に植え替える。水はけのよい土を好む反面、乾燥には弱い。肥料は2、3月頃に油粕を株元に与える。
群馬県嬬恋村・浅間高原のしゃくなげ園にはアズマシャクナゲ等と共にヤクシマシャクナゲも植栽されている。島内でも宮之浦の総合自然公園、尾之間のいわさきホテル、栗生の石楠花の森公園などのシャクナゲ園にも植栽されている。屋久島の平地に植えられたものは山岳よりやや早く、4月下旬から5月上旬頃に開花する。

## 下位分類
- オオヤクシマシャクナゲ Rhododendron yakushimanum Nakai var. intermedium (Sugim.) T.Yamaz. -やや標高の低い樹林帯に自生し、風衝地に自生する矮小種より樹高・葉とも大型で葉の裏側の毛が少ない。

ただし、このオオヤクシマシャクナゲが基本種で、奥岳周辺に自生する矮小種は風衝地での適応型との見方もある。
また、気孔数と毛基数は、
|        | 宮之浦岳附近の風衝低木林帯の矮小種 | 標高1500m杉林附近 |
| ------ | ---------------------------------- | ----------------- |
| 気孔数 | 252-370                            | 352-449           |
| 毛基数 | 159-190                            | 200-238           |

のように杉林附近のオオヤクシマシャクナゲの方がどちらも少ない傾向が見られる。
両者を変種関係に扱う意見もあるが、気孔数と毛基数の相関は連続的に変化しているように見え、両者が緊密な関係を保ちながら環境の傾斜に従って移行的に変化しているようにも考えられる。
|                                            |                                          |
| ヤクシマシャクナゲ。葉は小さく樹高も低い。 | オオヤクシマシャクナゲ。葉は大きく薄い。 |

## 山岳信仰とシャクナゲ
シャクナゲは山岳信仰とも密接な関係があった。屋久島では選ばれた青年が宮之浦岳や永田岳などの山に登り、一品宝珠大権現を祀った祠に米、酒などを供える「岳参り」が旧暦4月と旧暦8月に行われてきた。奥岳でシャクナゲの蕾を採取して里への土産として持ち帰る風習があったが、近年では自然保護の観点からこの風習は衰退した。